# Henri Decoin
Henri Decoin [ánri dekoén] (18. března 1890 Paříž – 4. července 1969 Neuilly-sur-Seine) byl francouzský spisovatel, scenárista a režisér.

## Biografie
V mládí vynikal v plavání a vodním pólu. Roku 1911 se stal francouzským šampionem v plavání na 500m volným způsobem za klub SCUF.
V první světové válce byl pilotem a po návratu do civilu sportovním novinářem. Roku 1926 publikoval Quinze Rounds a poté pokračoval v psaní pro divadlo a film. Od roku 1929 pracoval jako asistent režie a roku 1933 natočil svůj první film Toboggan.
Byl ženatý s herečkami Blanche Montel a Danielle Darrieux.

## Filmografie
- 1933 : Toboggan
- 1933 : Les Bleus du ciel
- 1935 : J'aime toutes les femmes
- 1935 : Le Domino vert
- 1937 : Abus de confiance
- 1937 : Mademoiselle ma mère
- 1938 : Retour à l'aube
- 1939 : Battement de cœur
- 1941 : Premier rendez-vous
- 1942 : Les Inconnus dans la maison
- 1942 : Mariage d'amour
- 1942 : Le Bienfaiteur
- 1943 : L'Homme de Londres
- 1943 : Je suis avec toi
- 1945 : La Fille du diable
- 1946 : Le Café du Cadran
- 1947 : Non coupable
- 1947 : Les Amants du pont Saint-Jean
- 1947 : Les amoureux sont seuls au monde
- 1948 : Entre onze heures et minuit
- 1949 : Au grand balcon
- 1950 : Trois télégrammes
- 1951 : Clara de Montargis
- 1951 : Le Désir et l'amour
- 1951 : La Vérité sur Bébé Donge
- 1952 : Les Amants de Tolède
- 1953 : Secrets d'alcôve
- 1953 : Dortoir des grandes
- 1954 : Bonnes à tuer
- 1954 : Razzia sur la chnouf
- 1954 : Les Intrigantes
- 1955 : L'Affaire des poisons
- 1957 : Folies-Bergère
- 1957 : Le Feu aux poudres
- 1957 : Tous peuvent me tuer
- 1957 : Charmants garçons
- 1958 : La Chatte
- 1958 : Pourquoi viens-tu si tard ?
- 1959 : La chatte sort ses griffes
- 1959 : Nathalie, agent secret
- 1960 : Tendre et violente Elisabeth
- 1961 : Maléfices
- 1961 : La Française et l'amour
- 1961 : Le Pavé de Paris
- 1962 : Le Masque de fer
- 1963 : Casablanca nid d'espions
- 1963 : Parias de la gloire
- 1964 : Nick Carter va tout casser